# Davide Livermore

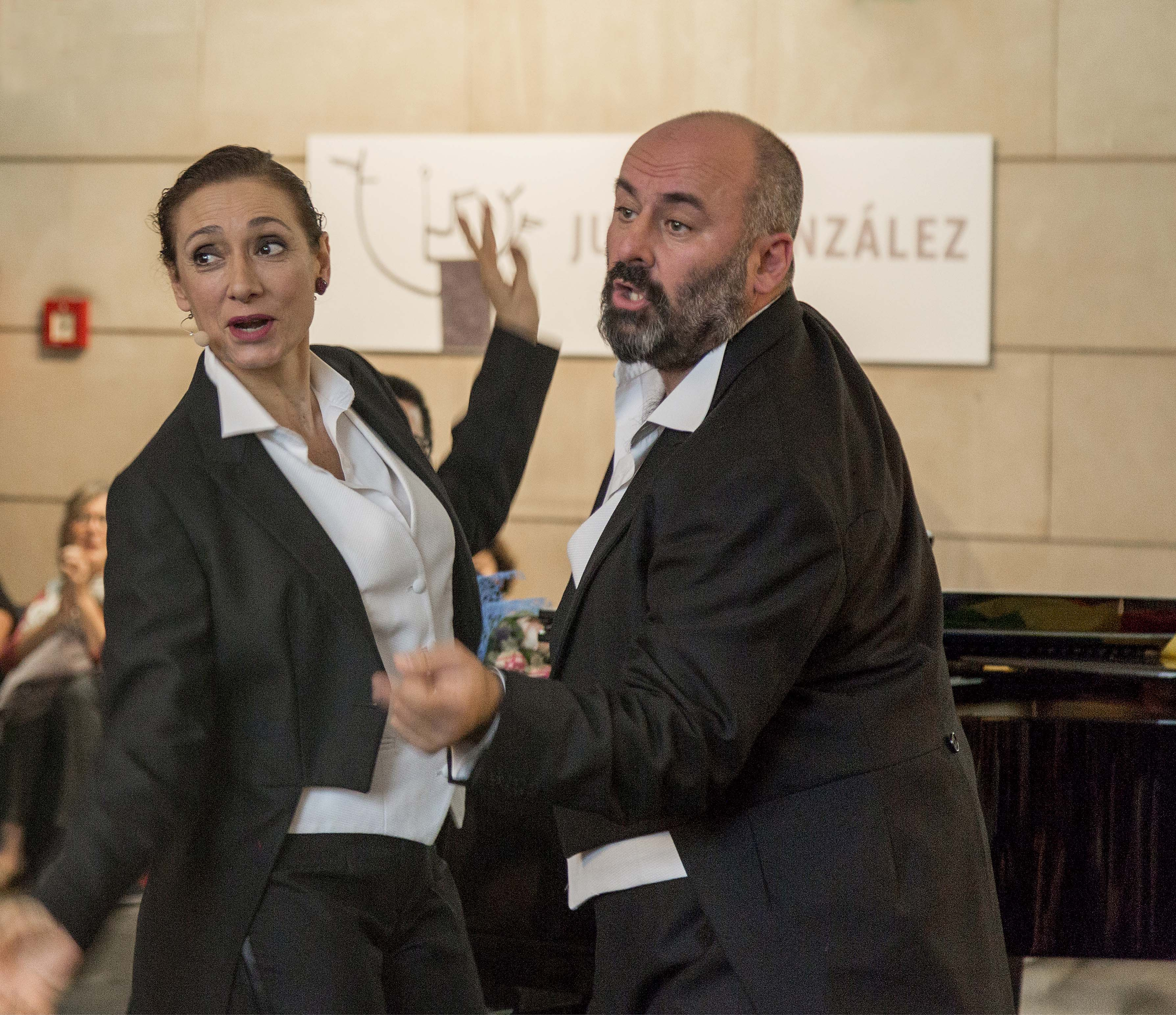
Davide Livermore mit der spanischen Schauspielerin Rosana Pastor (2015)

Davide Livermore (geboren 1966 in Turin) ist ein italienischer Regisseur, Bühnen- und Kostümbildner, Lichtdesigner, Opernsänger (Tenor), Tänzer, Schauspieler, Theaterautor und Intendant. Er inszeniert regelmäßig an der Mailänder Scala und an internationalen Opernhäusern.

## Leben und Werk
Davide Livermore studierte Gesang Canto am Conservatorio di Musica von Cuneo. Als Regisseur war er Schüler von Carlo Doglioni Majer, dem Künstlerischen Leiter des Teatro Regio di Torino und des Teatro di San Carlo in Neapel, und ist seit 1998 als Opern- und Theaterregisseur aktiv.
Ab 2002 leitete Davide Livermore das Teatro Baretti in Turin. Er widmete sich dort insbesondere dem experimentellen Musiktheater und konnte mit sozialen Interventionen im Zeitrahmen von 13 Jahren das einst gefährliche Viertel rund um das Theater in einen friedlichen Treffpunkt verschiedener sozialer Schichten verwandeln. Er leitete auch die Ausbildungsstätte am Teatro Stabile von Turin.
In der Saison 2004/05 inszenierte er am Teatro Regio di Torino die Oper Billy Budd von Benjamin Britten. Seine Inszenierung der Mozart-Oper Don Giovanni eröffnete in der Saison 2005/06 die Spielzeit am Teatro Carlo Felice in Genua.
Im Februar 2013 wurde er zum Künstlerischen Leiter des Centro di perfezionamento Placido Domingo am Palau de les Arts Reina Sofía in Valencia ernannt. Unter seiner Leitung erlangte das Zentrum große internationale Sichtbarkeit, verdoppelte die Anzahl seiner Produktionen und brachte junge Künstlerpersönlichkeiten, allen voran Mattia Olivieri, hervor. Von 2015 bis 2017 war er Intendant des Palau de les Arts Reina Sofía. In Valencia realisierte er Inszenierungen von La Bohème, Otello und La forza del destino.
In Italien inszenierte Davide Livermoore außerdem am Teatro del Maggio Musicale Fiorentino, am Teatro San Carlo in Neapel, am Teatro La Fenice in Venedig und beim Rossini Opera Festival Pesaro. In der Saison 2018/19 debütierte er mit der Verdi-Oper Attila als Regisseur an der Mailänder Scala, an der er seither regelmäßig arbeitet. In der Saison 2019/20 folgte Tosca. Weitere Regiearbeiten Livermores an der Scala waren u. a. Macbeth (2022) und Turandot (2024). 
International arbeitete Livermore am Teatro Liceu in Barcelona, an den Opernhäusern in Madrid, Philadelphia, Montpellier und Avignon, am Palacio de la Ópera in A Coruña, am Teatro Arriaga in Bilbao, am Teatro de la Zarzuela in Madrid sowie am Bunka Kaikan von Tokio und im Arts Center von Seoul. In der Saison 2017/18 inszenierte er Adriana Lecouvreur am Opernhaus von Monte Carlo. 2019 inszenierte Livermore die Oper Lakmé am Royal Opera House Muscat im Oman, das Livermore als geeigneten Regisseur für die Übersetzung westlicher Kultur in hochwertige Inszenierungen für die arabische Welt sah. In der Saison 2019/20 folgte dort Livermores Inszenierung der Mozart-Oper Die Zauberflöte, die in ihrer Umsetzung Orient und Okzident verband.
Seit Januar 2020 ist er Intendant des Teatro Nazionale in Genua.
Als Regisseur, Autor und Schauspieler war er auch für den Sender Radiotelevisione Svizzera tätig, in der Serie Livermore sciò, für die er für den Fernsehpreis Rose d’Or nominiert wurde, und für einen Dokumentarfilm über Giuseppe Verdi.

## Inszenierungen (Auswahl)
Uraufführungen
- 2011: L’Italia del destino von Luca Mosca, Maggio Musicale Fiorentino
- 2024: Il berretto a sonagli von Marco Tutino, Teatro Massimo Bellini in Catania (zusammen mit La lupa)

Neuinszenierungen
- 2010: Mefistofele, Seoul Arts Center
- 2011: I vespri siciliani, Teatro Regio di Torino, anlässlich des 150. Jahrestags der Einigung Italiens
- 2012: Ciro in Babilonia Caramoor Festival / Rossini Opera Festival Pesaro
- 2012: La Bohème, Philadelphia Opera / Palau de les Arts Reina Sofía, Valencia
- 2013: Otello, Palau de les Arts Reina Sofía, Valencia
- 2013: L’italiana in Algeri, Rossini Opera Festival Pesaro
- 2013: Le nozze di Figaro, Teatro Colón, Buenos Aires
- 2013: Demetrio e Polibio, Teatro San Carlo, Neapel
- 2016: Il turco in Italia, Rossini Opera Festival Pesaro
- 2016: Norma, Teatro Real, Madrid
- 2017: Manon Lescaut, Teatro San Carlo, Neapel / Teatro Liceu, Barcelona
- 2017: Tamerlano, Teatro alla Scala, Mailand
- 2017: The Turn of the Screw, Palau de les Arts Reina Sofía, Valencia
- 2018: Attila, Teatro alla Scala, Mailand
- 2018: Don Pasquale, Teatro alla Scala, Mailand
- 2019: Tosca, Teatro alla Scala, Mailand
- 2020: Don Giovanni, Sferisterio Opera Festival, Macerata
- 2022: Macbeth, Teatro alla Scala, Mailand
- 2022: La Gioconda, Teatro alla Scala, Mailand
- 2023: Il trovatore, Teatro Regio di Parma
- 2023: Don Carlo, Opéra de Monaco
- 2023: Les contes d’Hoffmann, Teatro alla Scala, Mailand
- 2024: Giulio Cesare, Opéra de Monaco
- 2024: Turandot, Teatro alla Scala, Mailand
- 2025: Giovanna d’Arco, Ópera de Tenerife

## Auszeichnungen
- Premios Líricos Teatro Campoamor[5] (für La forza del destino)
- Musical America: One of the ten best shows of 2011[12] (für I vespri siciliani)